# Bianca Balti
Pour les articles homonymes, voir Balti.
Bianca Balti, née le 19 mars 1984 à Lodi (près de Milan, en Lombardie), est un mannequin italien,  connue en tant qu'égérie Dolce&Gabbana et L'Oréal.

## Biographie
Bianca Balti est repérée dans un supermarché par un agent. Peu de temps après, elle fait la couverture du magazine L'Officiel (décembre 2004), photographiée par Alexi Lubomirski. Elle pose ensuite pour la marque Dolce & Gabbana.
Au cours de sa carrière, elle apparaît en couverture de nombreux magazines de mode comme le Vogue, Harper's Bazaar, W, Cosmopolitan, et Marie-Claire. 
Elle figure également dans les campagnes publicitaires des marques Roberto Cavalli, Donna Karan, Dior, D&G, Valentino, Armani Jeans, Missoni, Rolex, Guess, Paco Rabanne, Anna Molinari, Guerlain, Revlon, La Perla, Mango, et Thierry Mugler.
Elle a défilé pour Karl Lagerfeld, Marc Jacobs, Prada, Versace, Alexander McQueen, Zac Posen, Hermès, John Galliano, Gucci, Fendi, Valentino, Missoni, Chanel, Christian Dior ou encore pour la marque de lingerie Victoria's Secret.
En décembre 2006, elle fait la couverture du premier numéro du magazine Velvet, le supplément mode du journal italien La Repubblica.
En 2007, elle apparaît dans le film Go Go Tales.
Elle est photographiée par Karl Lagerfeld pour le Calendrier Pirelli de 2011.
En novembre 2011, elle devient le nouveau visage de L'Oréal Paris,.
En 2012, elle pose pour Dolce&Gabbana avec l'actrice Monica Bellucci.

## Vie privée
Bianca Balti a été mariée à Christian Lucidi, un photographe italien, avec qui elle a eu une fille prénommée Matilde (née en 2007). 
Le couple s'est séparé en 2009. Depuis juin 2011, elle partageait sa vie avec Francesco Mele, un musicien originaire de Sardaigne. Bianca Balti s'est mariée le 1er août 2017 avec son compagnon Matthew McRae, avec lequel elle a eu une fille prénommée Mia il y a 2 ans.